# Olivér Horváth
Olivér Szabolcs Horváth (Boedapest, 18 juli 2000) is een Hongaars voetballer die als aanvaller voor III. Kerületi TVE speelt.

## Carrière
Olivér Horváth speelde in de jeugd van Ferencvárosi TC, MTK Boedapest FC, AFC Ajax en PSV. Hij debuteerde voor Jong PSV in de Eerste divisie op 16 augustus 2019, in de met 3-2 verloren uitwedstrijd tegen Almere City FC. Hij kwam in de 82e minuut in het veld voor Sekou Sidibe. Hij speelde in totaal vijftien wedstrijden voor Jong PSV, waarna hij in 2020 transfervrij terugkeerde bij MTK Boedapest. Deze club verhuurde hem direct tot het einde van 2020 aan Szombathelyi Haladás, wat op het tweede niveau van Hongarije uitkomt, omdat MTK hem volgens de regels niet kon inschrijven. Na dit half jaar speelde hij op het tweede niveau Győri ETO FC en III. Kerületi TVE.

## Clubstatistieken
| Seizoen                        | Club                   | Land           | Competitie        | Competitie | Competitie | Beker | Beker | Totaal | Totaal |
| Seizoen                        | Club                   | Land           | Competitie        | Wed.       | Dlp.       | Wed.  | Dlp.  | Wed.   | Dlp.   |
| ------------------------------ | ---------------------- | -------------- | ----------------- | ---------- | ---------- | ----- | ----- | ------ | ------ |
| 2019/20                        | Jong PSV               | Nederland      | Eerste divisie    | 15         | 0          | –     | –     | 15     | 0      |
| 2020/21                        | MTK Boedapest FC       | Hongarije      | Nemzeti Bajnokság | 0          | 0          | 0     | 0     | 0      | 0      |
| 2020/21                        | → Szombathelyi Haladás | Hongarije      | NB II             | 7          | 0          | 1     | 0     | 8      | 0      |
| 2020/21                        | Győri ETO FC           | Hongarije      | NB II             | 5          | 0          | 0     | 0     | 5      | 0      |
| 2021/22                        | III. Kerületi TVE      | Hongarije      | NB II             | 14         | 0          | 2     | 0     | 16     | 0      |
| Carrièretotaal                 | Carrièretotaal         | Carrièretotaal | Carrièretotaal    | 41         | 0          | 3     | 0     | 44     | 0      |
| Bijgewerkt op 30 november 2021 |                        |                |                   |            |            |       |       |        |        |